# 堯米

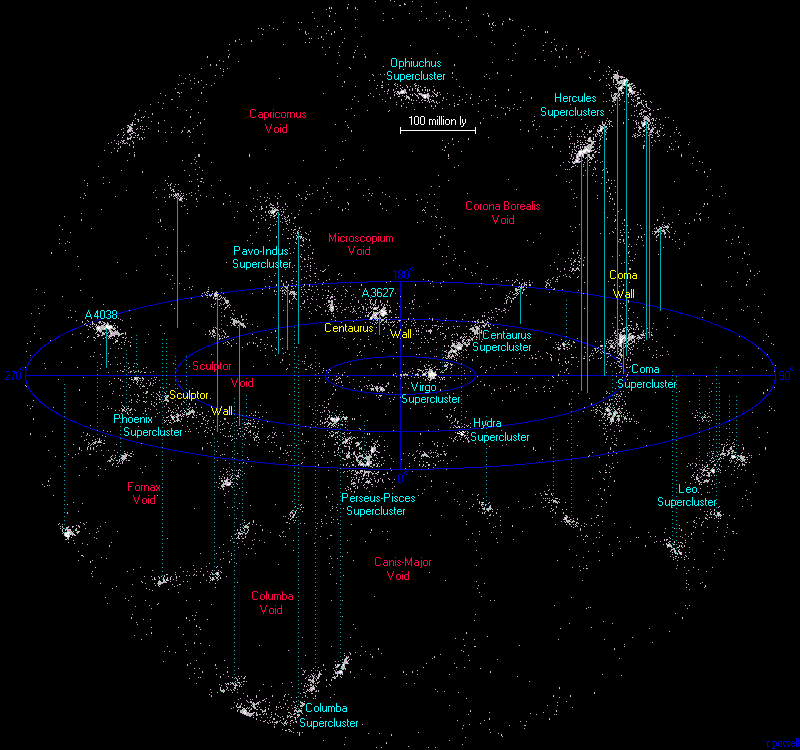
天文学中的一個‘‘細菌”（CfA2 cell），总长度可达4.7奈米（5的負亿次方光年）。

堯米，台湾称为佑米（符號Ym）是一个长度单位。1 Ym＝10的24次方米。

## 可用「堯米」来丈量的距離
- 后发座星系团（到地球）的距离：为2.8 Ym（3亿光年）
- 史蒂芬五重星系的距离：3.2 Ym（3.4亿光年）
- 位于波江座的WMAP冷斑点的距离：9.5 Ym（约10亿光年）
- 可觀測宇宙的直徑：880 Ym （約930億光年）